# ヴァイオリンソナタ第22番 (モーツァルト)
ヴァイオリンソナタ第22番 イ長調 K.305(293d)は、ヴォルフガング・アマデウス・モーツァルトが作曲したヴァイオリンソナタ。K.55～K.61までの偽作（K.61はヘルマン・フリードリヒ・ラウパッハの作品）を含めると第29番となる。

## 概要
1778年の夏にパリで作曲されたソナタの一つで、「パリ・ソナタ」の5曲目にあたる作品である。夏ではなく、2月に作曲されたとも言われている。
この作品の形式は古風なものだが、「二重奏」的な性格が以前から強くなっており、ヴァイオリンが曲中で重要な旋律をまかされている。コンパクトなつくりであるが、起伏の豊かな表現が印象に残る作品である。

## 構成
全2楽章構成で、演奏時間は約14分である。
第1楽章 アレグロ・ディ・モルト
ソナタ形式、ユニゾンによる狩のテーマで力強く開始されるが、楽章中でヴァイオリンとピアノのユニゾンは効果的なメリハリを生んでいる。
第2楽章 主題と変奏 アンダンテ・グラツィオーソ　
変奏曲形式による楽章であり、ドルチェと指示された小さいアリアの主題と6つの変奏から構成されている。第4変奏でピアノのカデンツァが用意されている。